# Relativity Media
Relativity Media LLC (иногда называемая RelativityMedia и Relativity) — американская медиакомпания, расположенная в Беверли-Хиллз, Калифорния. Была основана в 2004 году Линвудом Спинксом и Райаном Кэвэна, являлся третьим крупнейшим мини-мэйджором (или мини-студией) в мире, занимался производством, дистрибуцией, продюсированием и разработкой кинофильмов. К 2012 году общий размер инвестиций составил 20 млрд долларов, среди партнёров были Citibank, Merrill Lynch, Deutsche Bank. Компания также работает в сфере моды, одежды, цифровых технологий и музыке.
30 июля 2015 года компания filed for Chapter 11 bankruptcy in the United States Bankruptcy Court for the Southern District of New York after lawsuits and missing loan payments.

## История
Студия была основана Линвудом Спинксом и Райаном Кэвэна в качестве посреднической структуры для работы со студиями при помощи банковских финансов. Изначально инвестором выступил хедж-фонд из Висконсина Stark Investments, к 2007 они перестали интересоваться этим делом, и к пулу инвесторов присоединился нью-йоркский хэдж-фонд Elliott Management. В обмен на доступ к 1 млрд долл. капитала и возобновляемой кредитной линии, он стал миноритарным акционером Relativity Media.

### Инвестиции и сотрудничество
4 января 2009 года студия приобрела кинокомпанию Rogue у Universal Studios за 150 млн $. Relativity курировала фильмы Rogue 2009 года Последний дом слева, Нерождённый, Бой без правил и Забери мою душу, а также бывшие в разработке 30 проектов. В сделку также вошла библиотека прав, где находятся фильмы вроде Нападение на 13-й участок и Незнакомцы. 14 августа 2011 года стало известно об инвестициях Relativity в китайскую кинокомпанию SkyLand Film & Television Cultural Development Ltd. Одним из первых проектов стал фильм 21 и больше, часть съёмок которого прошли в китайской провинции Шаньдун. 18 мая 2012 года сообщалось о планах Relativity приобрети немецкого кинодистрибьютора Senator Entertainment. В 2010 году кинокомпания при помощи индийского миллиардера и владельца ряда местных СМИ Каюра Пателя осуществила инвестиции в спутниковое вещание, сеть кинотеатров и медиа производство.
6 июля 2010 года Relativity и Netflix подписали сделку на пять и более лет о трансляции фильмов. Первыми стали Боец и Скайлайн.
23 июля 2010 года Relativity приобрела 45 % маркетинговой и дистрибьюторской подразделений Overture Films, тем самым став «мини-студией». Первым фильмом, прокатом которого занялась кинокомпания, стал Путь воина. 20 мая 2012 года стало известно о подписании Relativity и EuropaCorp соглашения о совместном производстве и финансировании двух кинокартин, прокатом в США которых будет заниматься американская сторона.
В сентябре 2011 года Робби Бреннер получил повышение, и, вместо главного вице-президента по производству, стал президентом производства.
27 ноября 2011 года было объявлено, что американский инвестор Роналд Беркл дал кинокомпании заём в размере 200 млн долларов для создания фильмов Война богов: Бессмертные и Белоснежка: Месть гномов. 23 января 2012 года он приобрёл крупный пакет акций Relativity Media у Elliot Capital Management (второго по величине акционером) не менее чем за 800 млн $. 31 мая 2012 года Relativity и Рон Бёркл объявили о получении $350 млн долларов для создания фильмов и расширения деятельности, последний также вошёл в состав вместе с партнёрами Colbeck Capital Джэйсоном Колодне и Джэйсоном Бекманом.
В июле 2012 года Relativity присоединила к Relativity Sports баскетбольное агентство Rogue Sports, футбольное агентство Maximum Sports Management и SFX Baseball. 19 декабря было объявлено о создании подразделения Relativity International.
В мае 2015 года из совета директоров были исключены Колодне и Бекман в связи с их конфликтом с Райаном Кэвэна.
30 июля 2015 года кредиторы компании на основании 11 главы Кодекса США о банкротстве подала в центральный суд США по банкротствам центрального округа Калифорнии после судебных исков и исчезновения платежей по кредиту. В январе 2016 года объявил о появлении инвестора в лице фонда TomorrowVentures Эрик Шмидта.
6 января 2016 года Relativity Media приобрела кинокомпанию Trigger Street Productions, чьи владельцы Кевин Спейси и Дана Брунетти стали председателем и президентом Relativity Studios.
26 января 2016 года стало известно о том, что бывшее подразделение Relativity Television после процедуры банкротства стала независимой компанией Critical Content.
В марте 2016 года компания избежала банкротства.
8 сентября 2016 года Relativity Media создало компанию R2 Entertainment, которая будет работать в Китае в качестве независимого дистрибьютора фильмов с бюджетом менее 15 млн долл. Руководить ею будут Марк Кассен и Дана Брунетти.
28 октября 2016 года Кэвэна сообщил о продаже Relativity сингапурской социальной сетевой платформе YuuZoo за 250 млн $. В торгах принимали участие и другие компании, вроде китайской Lenovo.
В апреле 2017 года Relativity Media продало библиотеку прав Rogue и права на несколько собственных кинокартин Vine Alternative Investments.

## Бизнес-структура
Relativity Media имеет семь подразделений и две дочерние компании (Rogue и Trigger Street Productions):
- Relativity Studios — является крупнейшим подразделением[35], занималось продюсированием, дистрибуцией и структурированием финансирования для почти 200 фильмов, заработавших более 17 млрд долларов и получивших 60 наград американской киноакадемии[36].
- Relativity Media Home Entertainment — работает в сфере цифровой дистрибуции, видео по требованию и платформах DVD/Blu-ray. также выпускает фильмы партнёров материнской компании[36].
- Relativity International — занимается продажей прав и дистрибуцией в других странах[37].
- Relativity Sportsof — является крупнейшим профессиональным спортивным агентством, занимающееся сопровождением порядка 300 атлетов из NBA, NFL и MLB[38]. Организация и её партнёры заключили контрактов на сумму $2,5 млрд[23][39].
- Relativity Digital Studios — занимается созданием веб-сериалов и спецэффектов, а также продвижением фильмов и брендов в интернете[40].
- Relativity Music — занимается музыкой в фильмах, а также выпуском саундтреков[36].
- Relativity Education[36].